# Чемпионат мира по вертолётному спорту 2018
16-й чемпионат мира по вертолётному спорту проходил с 23 по 29 июля 2018 года в Минске на аэродроме Липки. Параллельно с чемпионатом мира был проведён 4-й этап Кубка мира по вертолётным гонкам. Также в рамках проведения чемпионата мира на аэродроме Боровая прошёл ежегодный фестиваль авиационного спорта «Пронебо».
Чемпионат мира проводила Белорусская федерация авиационного спорта при содействии Добровольного общества содействия армии, авиации и флоту Республики Беларусь (ДОСААФ).
Соревнования проходили в четырёх дисциплинах вертолётного спорта: навигация, параллельный полёт на точность, развозка груза, слалом.
По итогам чемпионата в командном зачёте победила сборная команда России.

## Общая информация
Чемпионаты мира по вертолётному спорту проводятся один раз в три года. По итогам участия белорусской команды в 15-м чемпионате мира в августе 2015 года в г. Зелёна Гура (Польша) было принято решение инициировать проведение следующих соревнований в г. Минске. Беларусь подала заявку в Международную авиационную федерацию на проведение чемпионата мира весной 2016 года. Председатель международной вертолетной комиссии ФАИ Жак Берло посетил соревнования в Минске, высоко оценив уровень их организации. В январе 2017 года Минск был выбран местом проведения Чемпионата мира по вертолетному спорту 2018 года.
Важным этапом подготовки к соревнованиям стал тест-чемпионат в Минске. В июле 2017 года 27 экипажей из пяти стран боролись за медали в семи дисциплинах.
Министерство связи и информатизации Республики Беларусь подготовило специальный почтовый штемпель и художественный маркированный конверт, которые использовались для проведения 9 июля 2018 года специального гашения, посвященного 16-му Чемпионату мира по вертолётному спорту.
24 июля 2018 года в церемонии открытия чемпионата мира принял участие Премьер-Министр Республики Беларусь Андрей Кобяков. В торжественном открытии соревнований также принял участие известный телеведущий Леонид Якубович.